# Amaretto
Amaretto (efter italienskans amaro, 'bitter') är en livsmedelsterm för mat eller dryck som har mandel som huvudingrediens eller smaksättare. Exempel är likörer, skorpor, tebröd och mandelmassa.

## Likör
Amaretto di Saronno och Amaretto Disaronno är tidigare benämningar på den mandelsmakande italienska likör som numera går under namnet Disaronno Originale. Trots den tydliga mandelsmaken innehåller den ingen mandel; smaken och bitterheten kommer istället från innehållet av aprikoskärnor och kryddor.
Denna likör skapades enligt legenden 1525 som en kärleksgåva till Bernardino Luini av en ung kvinna i Saronno i norra Italien. Den kallas därför ofta för Kärlekens likör.   
Denna originallikör produceras av företaget Illva Saronno, men de flesta stora destillerier tillverkar egen "amaretto".  

### Användning
Amaretto används ofta till desserter, till exempel glass, vilket anses förstärka smaken av desserten med mandlar och kompletterar choklad. Tiramisu, en populär italiensk efterrätt, smaksätts ofta antingen med äkta Amaretto eller alkoholfri amaretto-arom. Amaretto kan även användas i annan matlagning, exempelvis i pannkakssmet.
Amaretto kan serveras ren (utan något annat) eller med is. Den används ofta med andra drycker som en del av flera olika populära drinkar. Amaretto är också en vanlig likör att servera till kaffe.

## Andra betydelser
En typ av mandelskorpor kallas i Italien för amaretto.
I Sverige benämns numera ofta tebröd baserade på mandelmassa amaretto. Detta gör även särskilt fin mandelmassa, med en halt av mandel på över 70 procent.